# C.N. Termansen
Clemen Nielsen Termansen (15. november 1857, Ribe - 14. januar 1939, Ribe) var en dansk byarkivar, lokalhistoriker, byrådspolitiker og forretningsdrivende. Han blev først of fremmest anerkendt for sine historiske studier i sin fødeby.
Termansen var søn af F. M. Termansen Bogbinder og Bogtrykker, der var broder til Chr. F. Termansen, som drev Termansen Boglade i Sønderportsgade.
1873-78 uddannelse som handelsmand på Ribe Katedralskole Det var under sin uddannelse på katedralskolen, at interessen for byens historie blev vakt. Drev Th. Bøggilds forretning, Overdammen 8 fra 1892-1909
Sad i Ribe Byråd fra 1894-1900 Formand for Ribe antikvariske Samling fra 1918 og by arkivar fra 1921.
Var under restaureringen af Sct. Catharinæ Kirke bygningskommissions tilsynshavende, sammen med Jacob Daugaard Peters
Udnævnt til Ridder af Dannebrog d. 25. november 1927 Udnævnt til æresborger i Ribe, 23. juli 1934
Trækker et par opsigtvækkende overskrifter i sommeren 1929, hvor Termansen trods sin alder på 72 gennemfører en spadseretur til Holsted og tilbage igen og nogle uger senere vælger at gå til Esbjerg.

## Udgivelser
- Indskrifter fra gamle Bygninger i Ribe
- [https://tidsskrift.dk/fraribeamt/article/view/76673/110647 St. Klemens Kirke i Ribe9

## Eksterne links
- C.N. Termansen på gravsted.dk
- Mindeord